# 第四世界
第四世界為三個世界模式的延伸版，常代稱以下几种情况：
- 被社会排斥在全球社会之外的亚群体；
- 狩猎采集者、游牧民族和一些生活在现代工业标准以外的农耕民族[1]；
- 虽然在第一世界國家中生存，但生活水平与第三世界國家或發展中國家相当的人。

但该术语没有获得广泛认可，第四世界也用于表示三个世界模式以外的其它地区。

## 詞源
「第四世界」一词起源於坦尚尼亞高級專員第一秘書恩步多米蘭多與加拿大全國印第安人部落大會首席喬治·曼努埃爾（George Manuel）的對話中，米蘭多開始講述：「當原住民進入他們的部落時，基於他們的文化與傳統，都將被稱為第四世界」。《聯合國原住民族權利宣言》提及，第四世界的人民在通訊和組織之間要以國際條約所言，可以從中加快形式與原住民之間的貿易、旅遊和安全。